# The Fatal Mallet
The Fatal Mallet (El mazo de Charlot) es una película de cine estadounidense  estrenada el 1 de junio de 1914 con dirección de Mack Sennett y Charles Chaplin, y actuación de Mabel Normand y ellos.

## Reparto
- Charles Chaplin: un pretendiente de Mabel.
- Mabel Normand: Mabel.
- Mack Sennett: otro pretendiente de Mabel.
- Mack Swain: otro pretendiente de Mabel.
- Gordon Griffith: un niño.

## Sinopsis
Tres hombres pelearán por el amor de una encantadora joven. Uno de ellos, Charlot, consigue sacarlos del juego haciendo trampa y usando un mazo y encerrándolos en un granero. Un niño precoz intenta, sin éxito, competir con Charlot.

## Crítica
Quizás se trate de una representación de la guerra civil (humorista y trágica al mismo tiempo) con ladrillos arrojados a granel y su dosis de violencia, o de un retorno a una edad prehistórica en la cual la fuerza de un mazo reemplaza y supera todo argumento.